# Harmonie St. Cecilia Grevenbicht-Papenhoven
Harmonie St. Cecilia is een Nederlandse muziekvereniging uit Grevenbicht-Papenhoven die onder andere is samengesteld uit een harmonieorkest, een drumband, een jeugdharmonie, een kamermuziek-ensemble, en andere geledingen.

## Geschiedenis
Harmonie St. Cecilia stamt waarschijnlijk uit 1855, zeker is dat op 15 maart 1900 de (her)oprichting volgde. De vereniging begon destijds haar bestaan met 21 werkende leden en 34 donateurs. De muzikale leiding werd in handen gelegd van de heer F.Brouwers die in de Raadhuisstraat bij de familie Spee de eerste repetities gaf.
Op paasmaandag 1900 was men zover dat men het aandurfde om een muzikale rondwandeling te houden door het dorp. Hiermee vond het eerste openbare optreden plaats van fanfare St. Cecilia (de eerste 19 jaar van onze vereniging was er namelijk sprake van een fanfare). Vanaf die dag had Grevenbicht twee muziekverenigingen: Aurora en St. Cecilia, in de volksmond "de Aw" en "de Nuuj" genoemd.
In 1919 werd overgeschakeld van fanfare naar een harmoniebezetting. Snel volgden de eerste successen, in 1926 werd een Medaille van de Belgische Koning Albert gewonnen, en onder leiding van Math Ruyters stoomde St. Cecilia door naar de ereafdeling. Onder leiding van Jos Ruyters werd in 1954 en 1959 beslag gelegd op het landskampioenschap in zowel de ere- als de superieure afdeling. De witte en oranje kampioenswimpels sieren dan ook het vaandel.
In 1964 nam August Thissen de directie over en het orkest behaalde met hem drie eerste prijzen waarvan twee met lof. In 1977 werd Thijs Tonnaer tot dirigent benoemd. Onder zijn leiding behaalde het harmonieorkest zeven maal een eerste prijs waarvan vier met lof. In 1995 werd, in samenwerking met Omroep Limburg Klassiek, de eerste cd van het harmonieorkest uitgebracht. Dit was tevens de eerste CD in de serie Omroep Limburg Klassiek. 
Met het concoursresultaat van 1999 verwierf het orkest toegang tot de concertafdeling. Gekozen werd evenwel voor continuïteit in de afdeling waarin St. Cecilia sinds de promotie in 1954 onafgebroken concerteert. Bij gelegenheid van het honderdjarig bestaan (2000) verscheen het jubileumboek 'Een Eeuw in Harmonie' en ontving de vereniging onder andere de zilveren legpenning van de toenmalige gemeente Born en de Koninklijke Erepenning van H.M. koningin Beatrix. In 2011 werd na 33 jaar afscheid genomen van dirigent Thijs Tonnaer die tot Lid van Verdiensten en Ere-dirigent werd benoemd. Zijn opvolger is Jos Simons uit Lummen (B).
In 1952 werd er een geüniformeerde drumband opgericht onder leiding van August Thissen. Al snel werd deze uitgebreid met een tiental dames, een unicum toentertijd dat bovendien veel navolging kreeg. August Thissen werd opgevolgd door Alfons Cramers en vele successen volgden inclusief provinciale en nationale titels. Frans Laumen fungeerde vanaf 1964 als tambour-maitre (tot 1995). In 1992 nam Jos Stoffels het instructeurschap over tot 1993. Vanaf 1993 is John Maassen instructeur, terwijl Roger Thissen de tm-stok overnam van Frans Laumen. Ook nu volgden titels op de concoursen. Na het afscheid van John Maassen als instructeur in 2009, kwam de muzikale leiding in handen van Michel Mordant.
Tot 2012 werd in de hoogste divisie succesvol deelgenomen aan festivals en concoursen, maar in dat jaar werd vanwege de samenstelling van het slagwerkensemble gekozen voor deelname aan een lagere afdeling. Het resultaat was een Limburgs en een Nederlands Kampioenschap met een ongekend aantal punten en terugkeer naar de hoogste divisie.
Tot op heden hebben de drumband en de harmonie verschillende uniformen en vormen tezamen een prachtig korps. Op dit moment telt harmonie St. Cecilia, ereleden meegerekend, meer dan 300 leden.

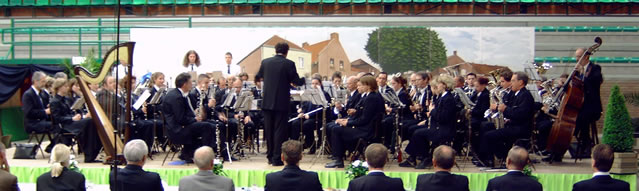
Het harmonieorkest tijdens een concert op het Maasgouwtoernooi 2004

## Dirigenten harmonieorkest
| Periode    | Naam                             |
| ---------- | -------------------------------- |
| 1900-1919  | Hubertus Brouwers                |
| 1919-1922  | Charel Berchmans                 |
| 1922-1929  | Hubertus Brouwers                |
| 1929       | Edmond Jennissen                 |
| 1930-1931  | Libotte                          |
| 1931-1942  | Jan Mathijs (Mathieu) Ruyters    |
| 1945-1949  | Guillaume Pörteners              |
| 1949-1964  | Jan Mathijs Joseph (Jos) Ruyters |
| 1964-1977  | August Johan Thissen             |
| 1977-2011  | Thijs Tonnaer                    |
| 2011-heden | Jos Simons                       |